# William Goad
William Goad (1944 - 20 tháng 10 năm 2012) là một doanh nhân, triệu phú người Anh đến từ Plymouth, Devon. Ông nhận kết án tù chung thân vì tội hiếp dâm trẻ em. William Goad được nhiều tờ báo gọi là "kẻ ấu dâm nhiều nhất nước Anh". Từ những vụ hành hung của bản thân gây ra, ông đã khiến hai nạn nhân tự sát. Ông nhận tội với hai tội danh là tấn công không đúng đắn và 14 tội danh hiếp dâm khác. Ông bị mô tả trước tòa án là "một kẻ ấu dâm đồng tính ham ăn, thủ đoạn, cướp bóc và bạo lực", và đã lạm dụng tình dục các bé trai trong khoảng thời gian 30 năm.
Goad bị kết án tù chung thân vào tháng 10 năm 2004. Sự lạm dụng của ông kéo dài 35 năm với các nạn nhân chỉ mới 8 tuổi.

## Cuộc đời
Tài sản của Goad từng được ước tính vào khoảng 25 triệu bảng Anh. Goad mở cửa hàng Cornish Market World vào năm 1991, một địa điểm kinh doanh đã từng có thời điểm trở thành siêu thị trong nhà lớn nhất nước Anh với hơn 300 gian hàng. Vào giữa những năm 1990, Goad đã ra mắt Ben's Playworld, một khu vui chơi dành cho trẻ em, bao gồm các cầu trượt lớn, ống trượt khổng lồ và một nhà bóng lớn. Khu vui chơi này có tổ chức một loạt các hoạt động dành cho trẻ em từ 2 đến 12 tuổi.
Một trong những nạn nhân của ông đã khai báo vào cuối những năm 80 và đầu những năm 90, dẫn đến việc ông bị bắt lần đầu vì tội hành hung không đúng đắn. Goad sau đó bị quản chế. Do sự gia tăng các lời khai từ các nạn nhân, một cuộc điều tra của cảnh sát mang tên Operation Emotion (tạm dịch là Chiến dịch Cảm xúc) đã được triển khai. Goad nhận ra và đổi tên thành David Scott, sau đó chuyển đến thị trấn Ivybridge gần đó.  Năm 1998, ông trốn sang Thái Lan bằng hộ chiếu giả và biết rằng cảnh sát đang theo dõi mình sau những cáo buộc mới. Ông bị bắt vào tháng 6 năm 2003 sau khi trở về Vương quốc Anh với hộ chiếu giả. Một nhân viên ngân hàng đã thông báo cảnh sát sau khi ông sử dụng thẻ tín dụng của mình ở Anh. Ông bị bắt khi đang đi trên chuyến tàu với cố vấn tài chính và cộng sự kinh doanh của mình. Goad ngay lập tức được đưa đến bệnh viện sau khi bị những cơn đau ngực. Ông cần phải được phẫu thuật tim trước khi đủ sức khỏe để hầu tòa. Trong thời gian sức khỏe tồi tệ của Goad, Operation Emotion II đã được cảnh sát tiến hành và đã thuyết phục 17 nạn nhân làm chứng tại phiên tòa chống lại Goad. Ban đầu Goad không nhận tội và cho rằng mình bị lạm dụng tình dục khi còn nhỏ. Cuối cùng, sau những bằng chứng và bình luận đầy đủ từ thẩm phán cho người bảo vệ pháp luật của mình, ông đã nhận tội.  Tại buổi tuyên án của mình, luật sư Martin Meeke tuyên bố "Người ta tin rằng không có bị cáo nào có nhiều nạn nhân hơn người đàn ông này". Goad qua đời vì nguyên nhân tự nhiên tại HMP Isle of Wight, Albany vào ngày 20 tháng 10 năm 2012.